# Jean Zuléma Amussat

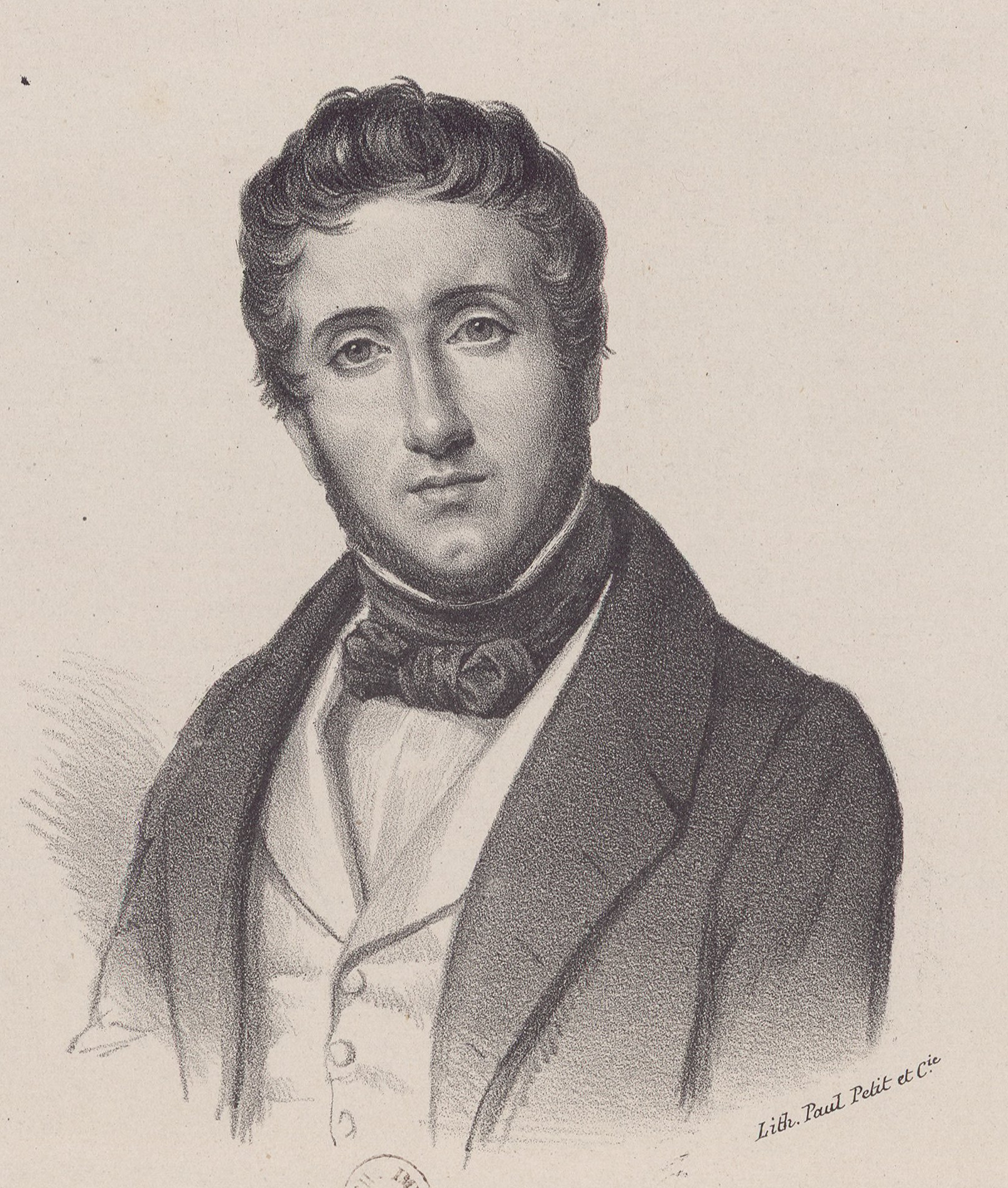
Jean Zuléma Amussat

Jean Zuléma Amussat (* 21. November 1796 in Saint-Maixent, Département Deux-Sèvres; † 13. Mai 1856 in Paris) war ein französischer Arzt und Chirurg. Er entwickelte verschiedene Operationstechniken und die minimalinvasive Entfernung von Nierensteinen mittels der Lithotripsie.

## Werdegang
Amussat wurde als Sohn eines Arztes bereits in seiner Jugend auf den Beruf des Chirurgen vorbereitet. Nach einigen Jahren handwerkschirurgischer Ausbildung und in der Armee Napoleons setzte er seine Ausbildung als Arzt 1814 in Paris fort. Dank der Zusammenarbeit mit Théodoric-Nilammon Lerminier (1770–1836), der sein Interesse für die pathologische Anatomie erkannte und förderte, erhielt er eine Anstellung am Hôpital de la Charité, die es ihm ermöglichte seine Studien fortzusetzen. Nach zwei Jahren wechselte er an die Salpêtrière und forschte an den anatomischen Ursachen der Epilepsie. Amussat entwickelte er in dieser Zeit das Rachiotom, dass bald darauf allgemein eingesetzt wurde.
Nach einer schweren Erkrankung musste er seine weitere akademische Laufbahn aufgeben, seine Promotion erfolgte 1824. An 1827 widmete er sich der Erforschung der traumatischen Hämorrhagie und einer entsprechenden Behandlungsmethode, die als Amussat-Methode bezeichnet wird. Eine weitere wichtige, von Gallisen 1798 vorgeschlagene, Technik, die von ihm entwickelt und 1839 bei zwei Patienten durchgeführt wurde, ist die Anlage eines lumbalen künstlichen Darmausgangs ohne Eröffnung des Bauchfells, die Bauchfellentzündungen vermeiden sollte und die ebenfalls nach ihm benannt wurde. Neben seiner privaten Praxis und Kursen, die er für Studenten gab, gilt Amussat darüber hinaus als ein wichtiger Autor auf dem Gebiet der experimentellen Chirurgie.
Nach kurzer Krankheit verstarb er am 13. Mai 1856 im Alter von 58 Jahren an Diphtherie.

## Veröffentlichungen (Auszug)
- Observation d’une déchirure de l’utérus chez une femme enceinte. Nouveau journal de médecine, T. V. 1819; Recueil périodique de la Société de médecine de Paris T 69
- Note sur la possibilité de sonder l’urètre de l’homme avec une sonde tout-à-fait droite, sans blesser le canal; ce qui à donné l’idée d’extraire les petits calculs urinaires encore contenus dans la vessie, et de briser le gros avec la pince d Hunter modifiée., Nouveau journal de médecine, T. 13, 1822
- De la destruction des rétrécissements de l’urètre au moyen d’instruments appropriés.  1825
- Quelques réflexions sur le mécanisme de l’excrétion de l’urine.  1826
- Observations de cystotomie suspubienne.  1828
- Nouvelles recherches sur les hémorrhagies traumatiques suivies de quelques considérations sur l’importance des vivisections. Mémoires de l’Académie de médecine, Paris. T.V.
- Leçons sur les rétentions d’urine, causées par les rétrécissements du canal de l’urètre et sur les maladies de la prostate. Publiées, sous ses yieux, par A. Petit (de l’Ile de Ré). 3 pl. Paris, Germer-Baillière, 1832.
- Observation sur une opération d’anus artificiel par un nouveau procédé à la region anale d’un enfant nouveau-né, dans un cas d’absence congéntitale du rectum, suivie de quelques réflexions sur les obturations du gros intestin. 1835.
- Recherches sur l’introduction accidentelle de l’air dans les veins, et particulièrement sur cette question: l’air, en s’introduisant spontanement par une veine blessée pendant une opération chirurgicale, peut-il causer subitement la mort?  Paris, Germer-Baillière, 1839. Bullet de l’Acad T. II. 1839
- Mémoire sur la possibilité d’etablir un anus artificiel dans la région lombaire sans pénétrer dans le péritoine. Paris, Germer-Baillière, 1839.
- Quelques considérations nouvelles sur la disposition des tumeurs sanguines et sur les épanchements de sang qui se forment après les blessures des vaisseaux.  Paris, 1842
- Memoire sur la destruction de hémorrhoïdes internes par la cautérisation circulaire de leur pédicule avec le caustique de potasse et de chaux.(Caustique solidifié de M. Filhos). Paris, Fain et Thunot. (Pamphl. v. 454, 464. Ext. de la Gazette médicale de Paris, 1846)
- Quelques réflexions sur la curabilité du cancer lues à l’académie de médecine, 1854. Paris, E. Thunot et cie., 1854